# Judy Rabinowitz
Judy Rabinowitz (* 9. April 1958 in Fairbanks, Alaska) ist eine ehemalige US-amerikanische Skilangläuferin.
Rabinowitz trat zwischen 1982 und 1984 im Weltcup an. Dabei war ihr bestes Ergebnis der neunte Platz über 10 Kilometer in Anchorage im März 1983. Bei den Olympischen Winterspielen 1984 in Sarajevo trat sie über 5, 10 und 20 Kilometer an. Dabei erreichte sie die Plätze 30, 26 und 27. Im Staffelwettbewerb belegte sie mit ihren Teamkolleginnen Susan Long, Patricia Ross und Lynn Spencer-Galanes Rang sieben.
Rabinowitz hat die Harvard Law School absolviert und war anschließend als Anwältin für das US-Justizministerium in San Francisco tätig. Währenddessen trat sie weiterhin bei Seniorenwettkämpfen an.
Rabinowitz war mit dem Skilangläufer Audun Endestad, der ebenfalls bei den Olympischen Winterspielen 1984 antrat, verheiratet.